# Liste der Fließgewässer im Flusssystem Nidda

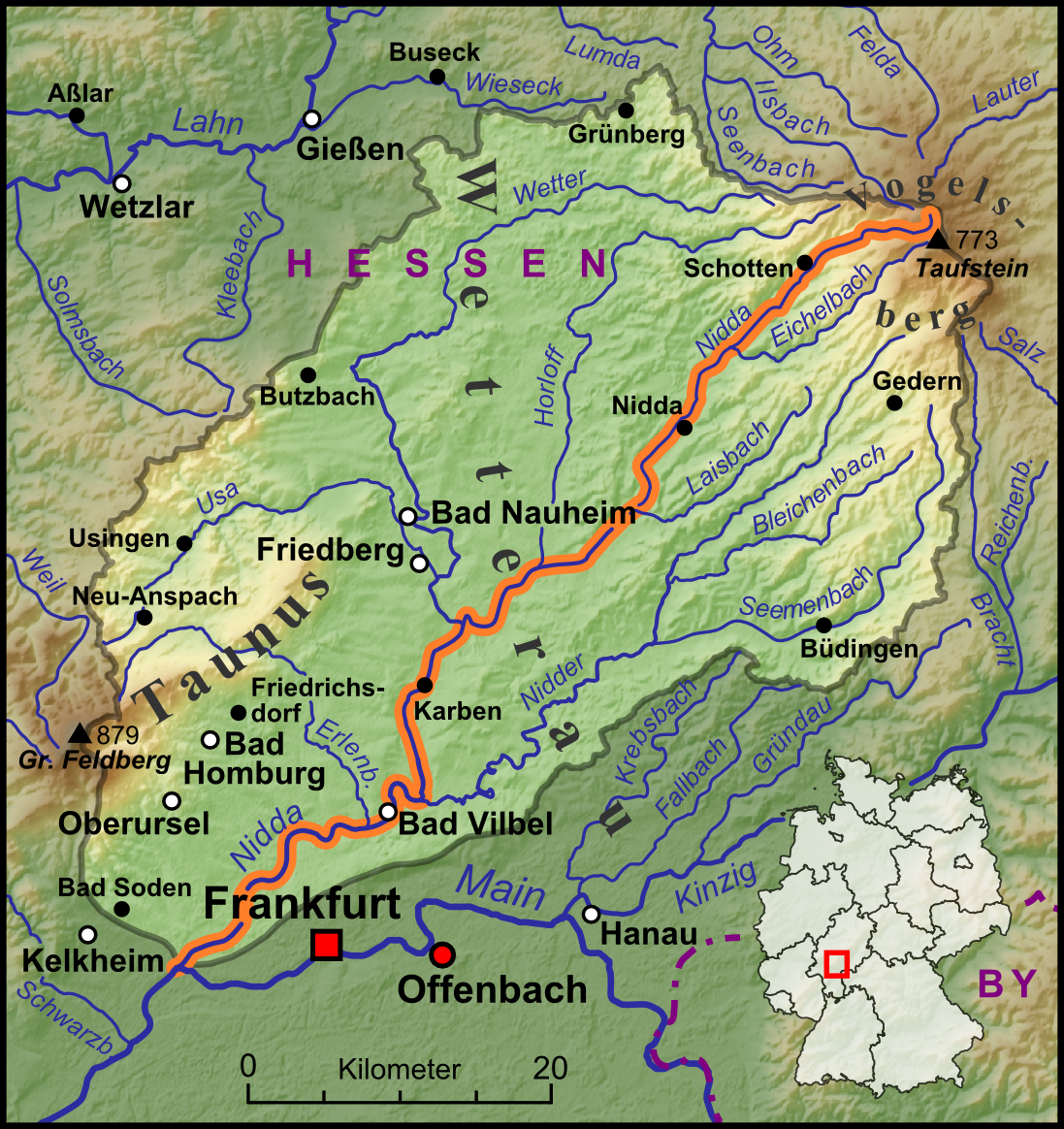
Der Verlauf der Nidda

Die Liste der Fließgewässer im Flusssystem Nidda umfasst alle direkten und indirekten Zuflüsse der Nidda, soweit sie namentlich auf der Liegenschaftkarte oder im Kartenservicesystem des Hessischen Landesamts für Naturschutz, Umwelt und Geologie (HLNUG) WRRL in Hessen aufgeführt werden. Andere Quellwerke werden separat in den Einzelnachweisen dokumentiert. Wenn nach dem Zusammenfluss zweier Gewässerabschnitte sich der Gewässername ändert, werden die beiden Zuflüsse als Quellzuflüsse separat angeführt, ansonsten erscheint der Teilbereichsname in Klammern. Namenlose Zuläufe und Abzweigungen werden nicht berücksichtigt. Die Längenangaben werden auf eine Nachkommastelle gerundet. Die Fließgewässer werden jeweils flussabwärts aufgeführt. Die orografische Richtungsangabe bezieht sich auf das direkt übergeordnete Gewässer. Teilflusssysteme mit mehr als 20 Fließgewässern sind in eine eigene Liste ausgelagert (→ Flusssystem).

## Nidda
Die Nidda ist ein 89,7 km langer rechter Zufluss des Mains in Hessen.

## Zuflüsse

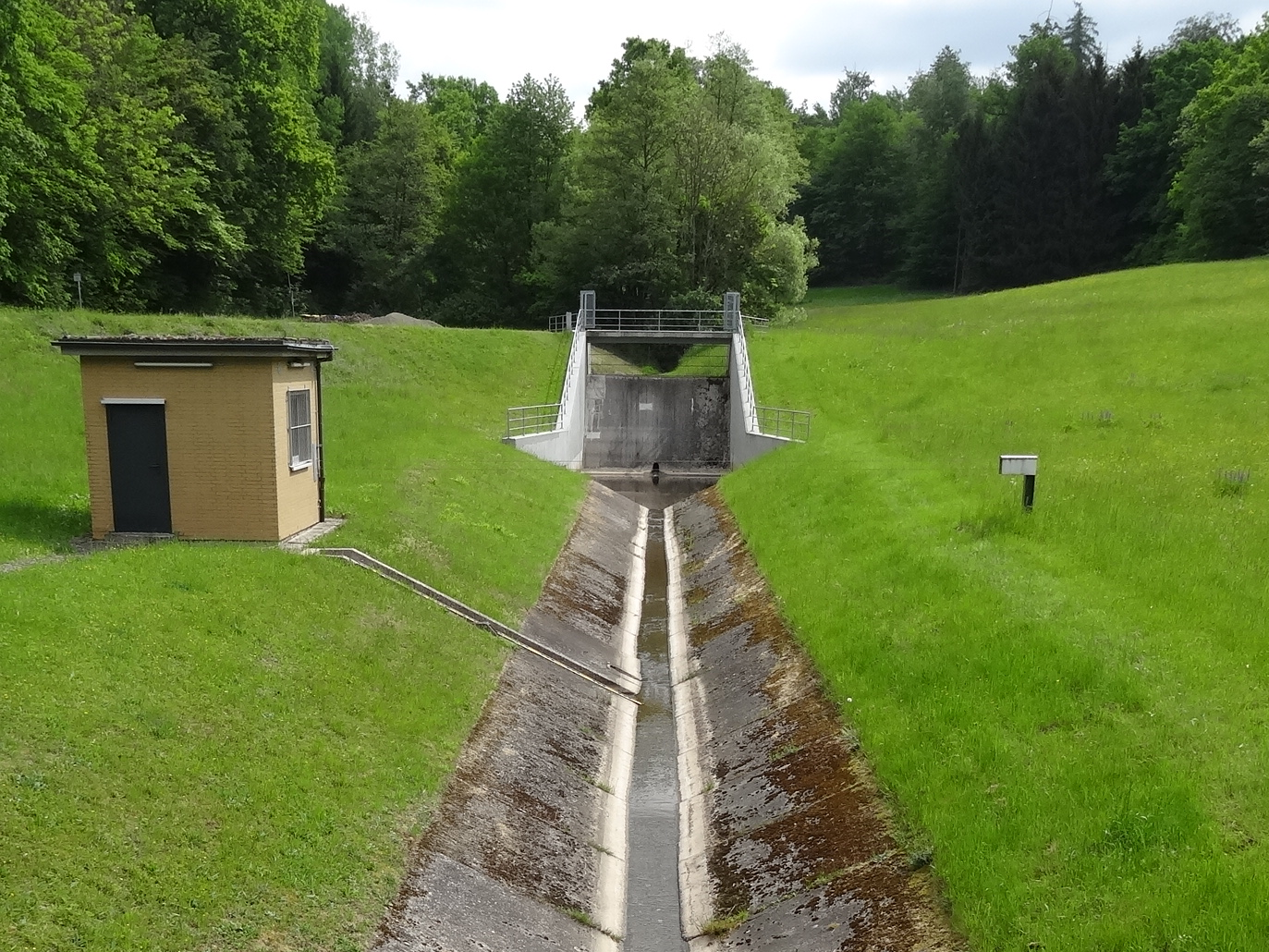
Der Läunsbach

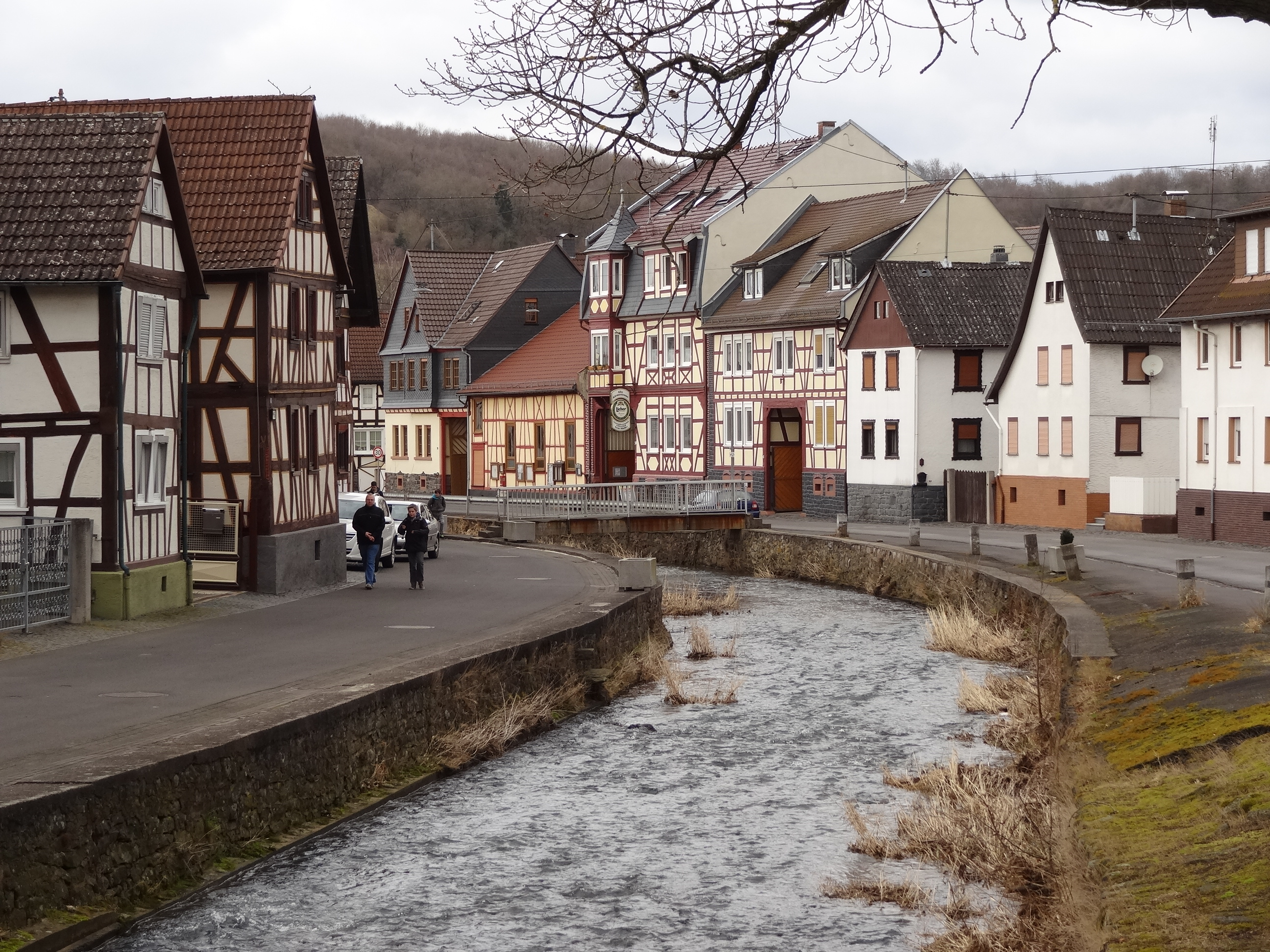
Der Eichelbach

Direkte und indirekte Zuflüsse der Nidda
- Graswiesenbach (Streitbach) (rechts), 4,0 km, 3,73 km², 68,3 l/s, in Schotten-Rudingshain, 423 m ü. NHN
- Hohlbach (rechts), 3,4 km, am Nordostrand von Schotten, 330 m ü. NHN
- Michelbach (links), 5,3 km, 5,80 km², 81,2 l/s, südlich von Schotten, 254 m ü. NHN
- Läunsbach (links), 5,4 km, 5,83 km², 59,2 l/s, nördlich von Schotten-Rainrod, 239 m ü. NHN
- Gierbach (rechts), 10,4 km
  - Stückbach (rechts) 3,1 km
- Weißbach  (links), 1,8 km
- Eichelbach (links), 18,2 km
  - Eckardsbach (Waidbach) (links), 6,5 km
  - Schandwiesenbach (links), 3,5 km
- Ulfa (rechts), 11,5 km
  - Greinbach (links), 1,9 km
  - Kalter Grund (links), 3,6 km
  - Diebach (rechts), 1,5 km
- Hohensteinerbach (links), 4,2 km (mit Haißbach 6,4 km)
  - Haißbach (rechter Quellbach), 2,2 km
  - Buchborngraben (linker Quellbach), 2,5 km
  - Mörschbach (rechts), 0,7 km
  - Liebholzgraben [GKZ 248151828] (links), 0,6 km
- Salzbach (rechts), 3,6 km
- Hollergraben (rechts), 1,6 km
- Laisbach (links), 17,9 km
  - Krummbach (rechts) 4,1 km, 3,9 km²
    - Bermegrundgraben (rechts), 0,6 km
    - Heggraben (rechts), 0,7 km

  - Fauerbacher Bach (rechts), 2,7 km, 3,2 km²
  - Rambach (Niddaer Bach) (rechts), 7,8 km
- Heggraben (rechts), 2,0 km
- Wehrbach (links), 4,0 km
  - Schlammfang (links), 2,0 km
  - Wörthbach (links), 2,9 km
- Pohlheimer Bach (links), 2,5 km

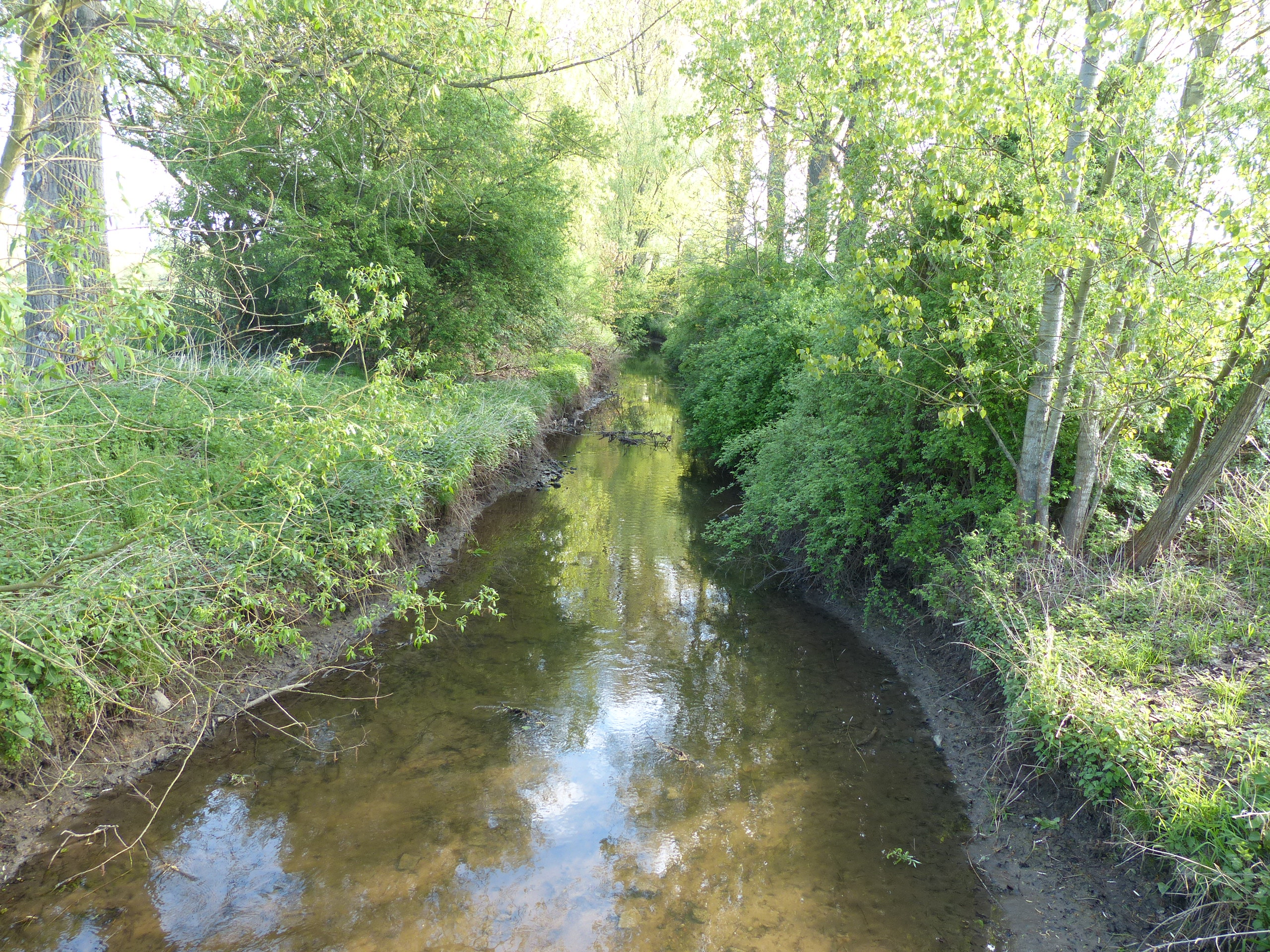
Die Horloff

- Horloff (rechts), 44,5 km → Flusssystem
- Rossriedgraben (rechts), 1,2 km
- Teufelsgraben (rechts), 2,4 km
- Sternbach (links), 2,3 km
- Mühlbach (links), 2,4 km

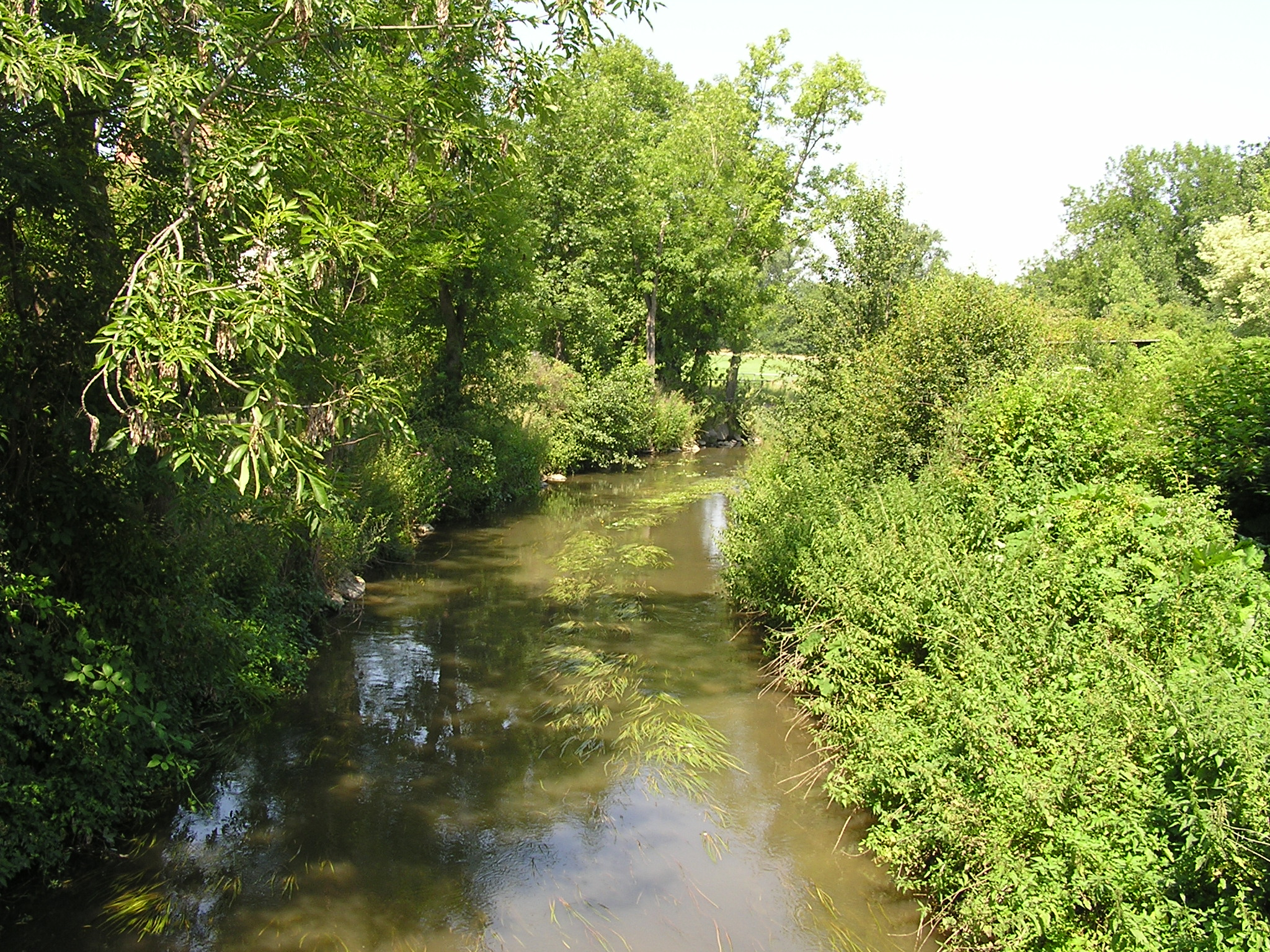
Die Wetter

- Wetter (rechts), 68,8 km → Flusssystem
- Notbach (links), 2,3 km
- Rosbach (Gänsbach[1], Aubach[2]) (rechts), 8,2 km (mit Aubach 9,0 km)
  - Aubach (linker Quellbach[3]) 0,8 km
  - Fahrenbach (rechter Quellbach[4]), 4,7 km
  - Lachengraben (rechts), 1,4 km
- Ilbenstädter Lohgraben (links), 2,2 km
- Weinbach (Bürgelgraben[5]) (rechts), 4,1 km
  - Beunbach (rechter Quellbach), 1,8 km
  - Harbach (linker Quellbach), 1,4 km
- Scheidgraben (links), 1,0 km
- Rollgraben (links), 1,2 km
- Mittelgraben (rechts), 1,8 km
- Heitzhoferbach (rechts), 3,8 km
  - Riedgraben (links), 3,6 km
    - Hamstergraben (links), 4,7 km
      - Lohgraben (links), 8,4 km

- Wiesenbachgraben (links), 2,5 km

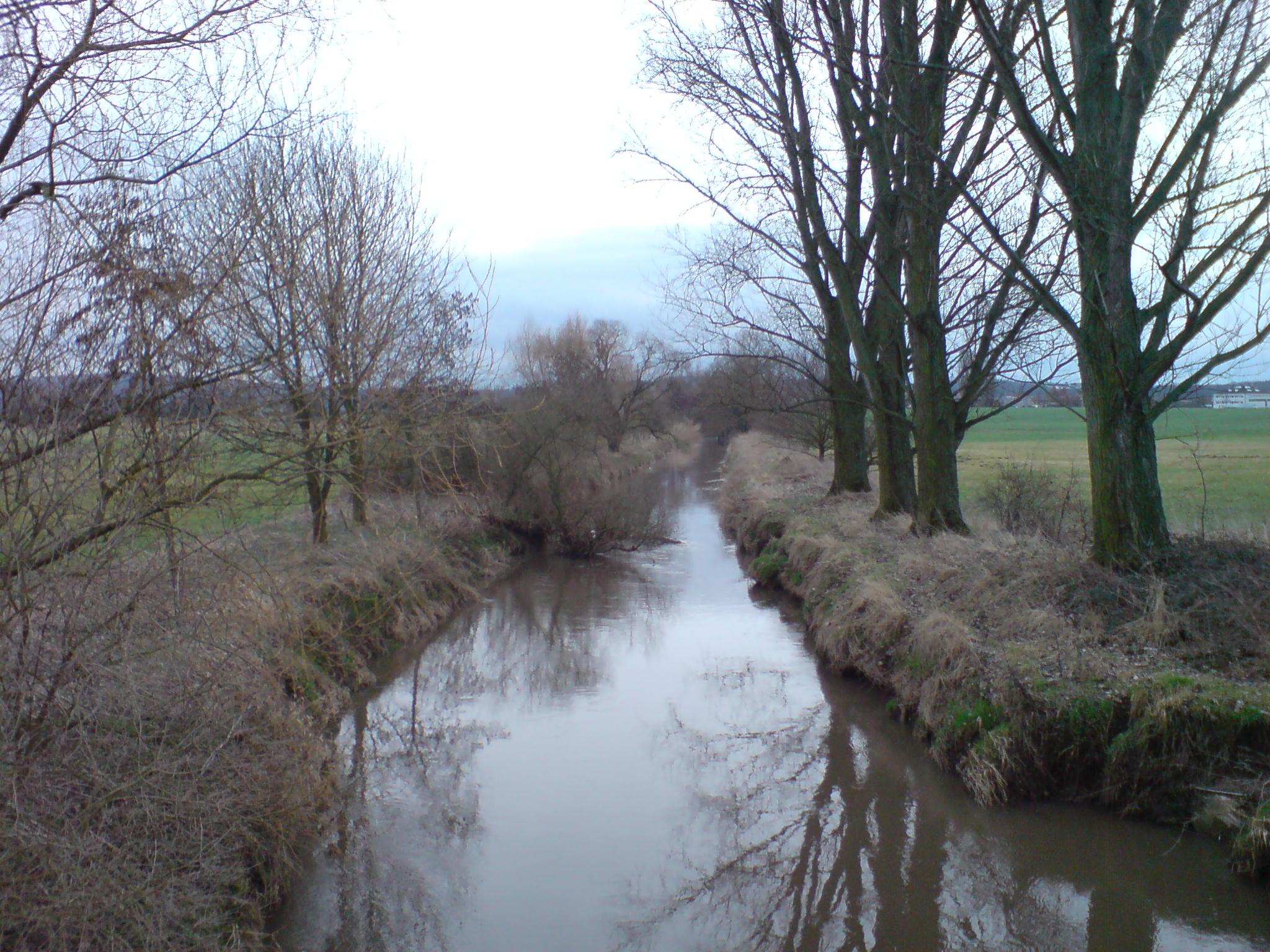
Die Nidder

- Geringsgraben (Langgraben) (rechts), 3,3 km
- Selzenbach (links), 2,0 km
- Weilachgraben (rechts), 5,0 km[6]
- Nidder (links), 68,6 km → Flusssystem
- Mühlbach (Eselborngraben)[7] (links)
- Edelbach (links), 2,3 km
- Landgraben (links), 1,9 km

- Erlenbach (rechts), 30,0 km
  - Sommerbach (rechts), 2,0 km
  - Mühlbach (rechts), 2,0 km

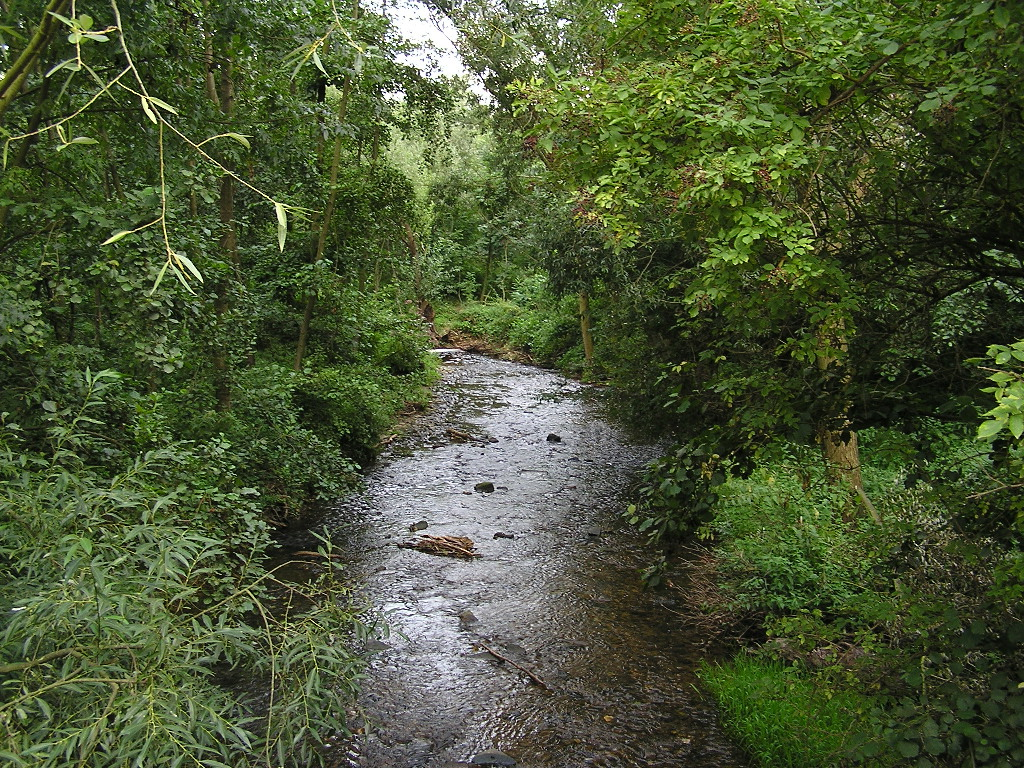
Der Erlenbach

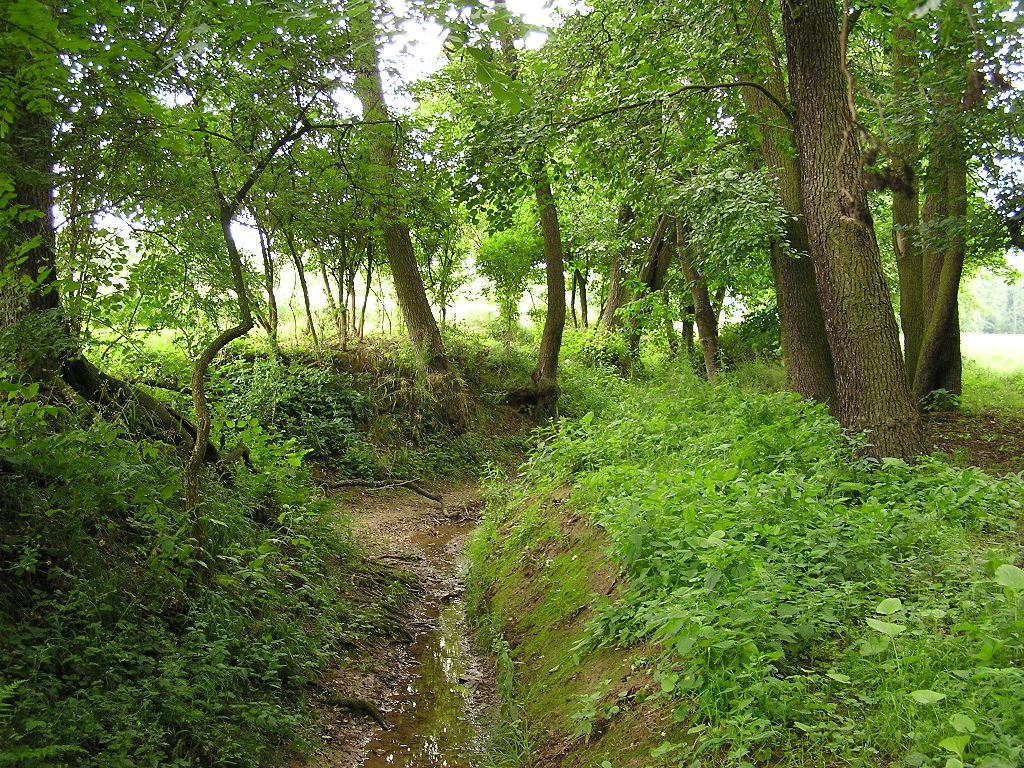
Der Seulbach

  - Bizzenbach (Pissebach) (links), 4,0 km
    - Langwiesengraben (rechts), 1,8 km

  - Farnbach (links), 2,3 km
  - Seulbach (rechts), 4,7 km
    - Salb (links), 1,0 km (mit Rehlingsbach 2,1 km)
      - Rehlingsbach (linker Quellbach), 1,1 km
      - Schnepfenbach (rechter Quellbach), 0,6 km
      - Schäferborngraben (links), 2,4 km

- Eschbach (rechts), 17,9 km

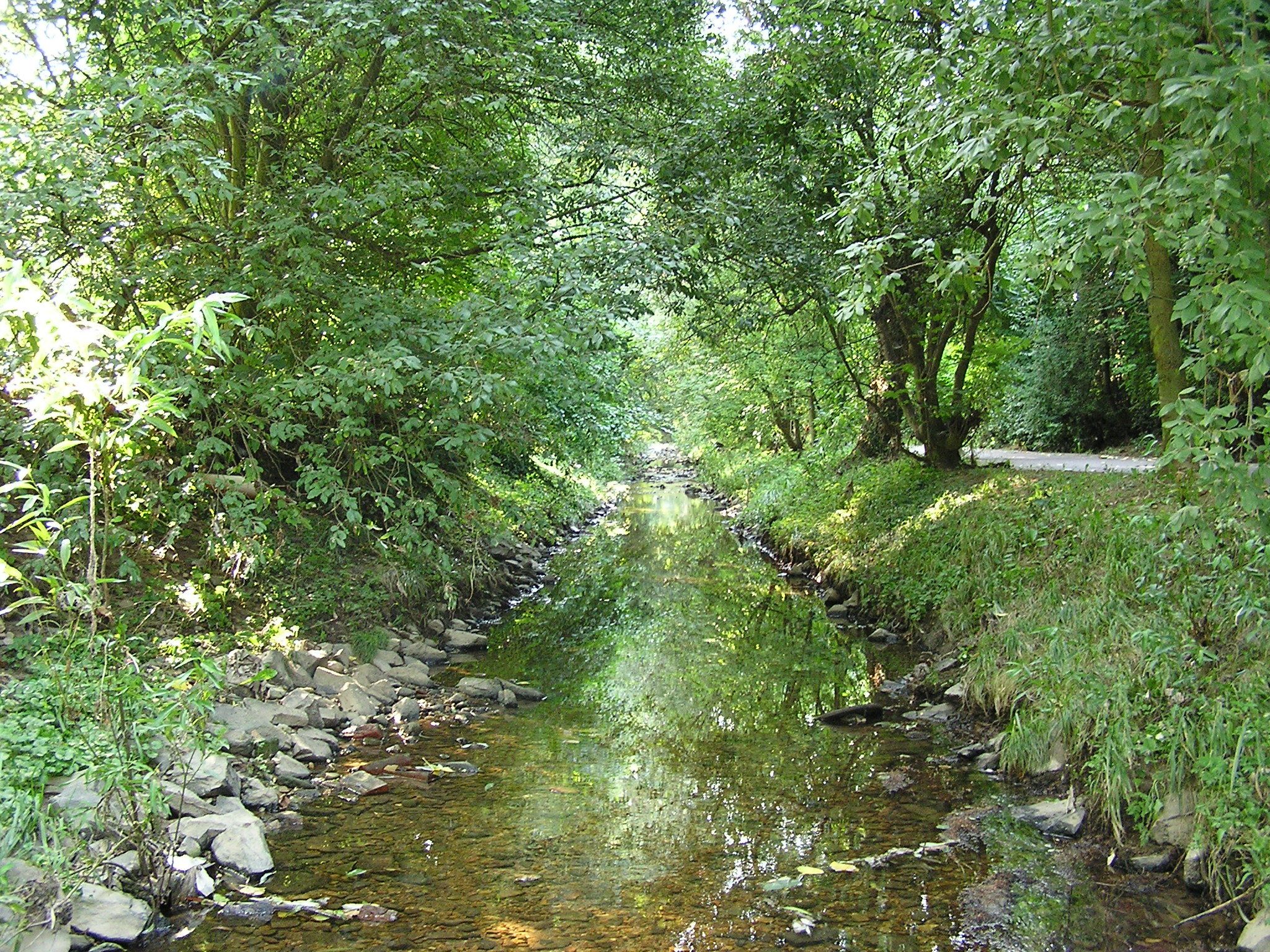
Der Eschbach

  - Kirdorfer Bach (linker Quellbach)
    - Saalborn (links), 1,3 km
    - Fahrborn (links)
    - Bach aus den Röderwiesen (rechts), 1,3 km
    - Tiefenbach[8] (links) 1,8 km

  - Dornbach (rechter Quellbach)
    - Kaltes Wasser (linker Quellbach)
    - Bach von der Goldgrube (Dornbachnebengraben) (rechter Quellbach)
      - Lotzengrundbach[9] (rechts)

    - Heuchelbach (links) 4,3 km (mit Hirschgraben 9,7 km)
      - Bach aus den Braumannswiesen (linker Quellbach), 1,2 km
      - Hirschgraben (GKZ 248924) (rechter Quellbach), 5,4 km
      - Lohrbach[9] (rechts), 3,5 km

  - Taunengraben (rechts), 3,8 km
    - Heinweidengraben[9] (rechts) 2,7 km

  - Brunnengraben[10] (links)

- Kalbach (rechts), 5,3 km
  - Kätcheslach (rechts)
  - Schwarze Kalbach (links)
- Rohrborngraben (rechts), 1,0 km

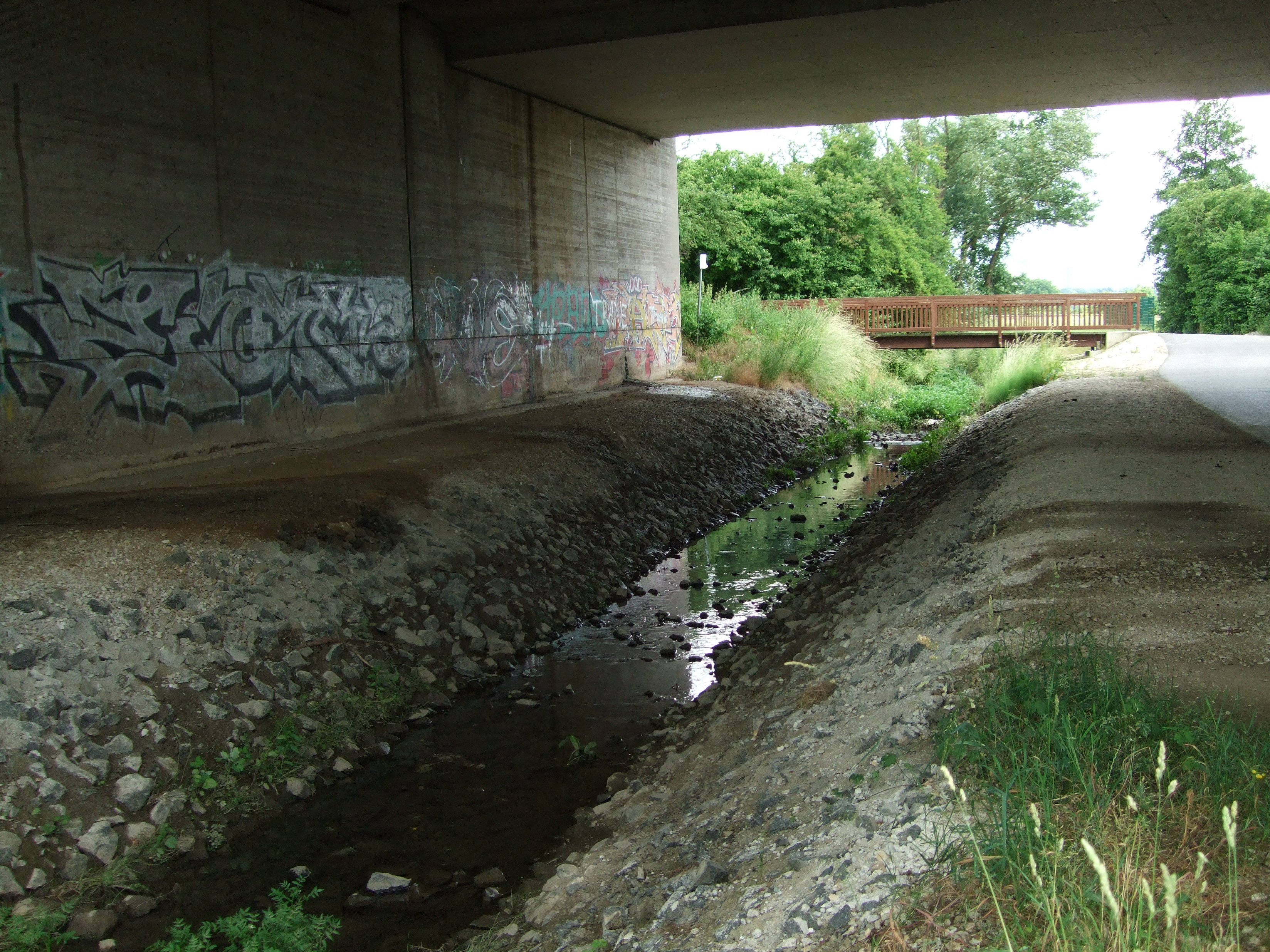
Der Kalbach

- Lachegraben (Oberwiesengraben[10]) (links), 3,0 km

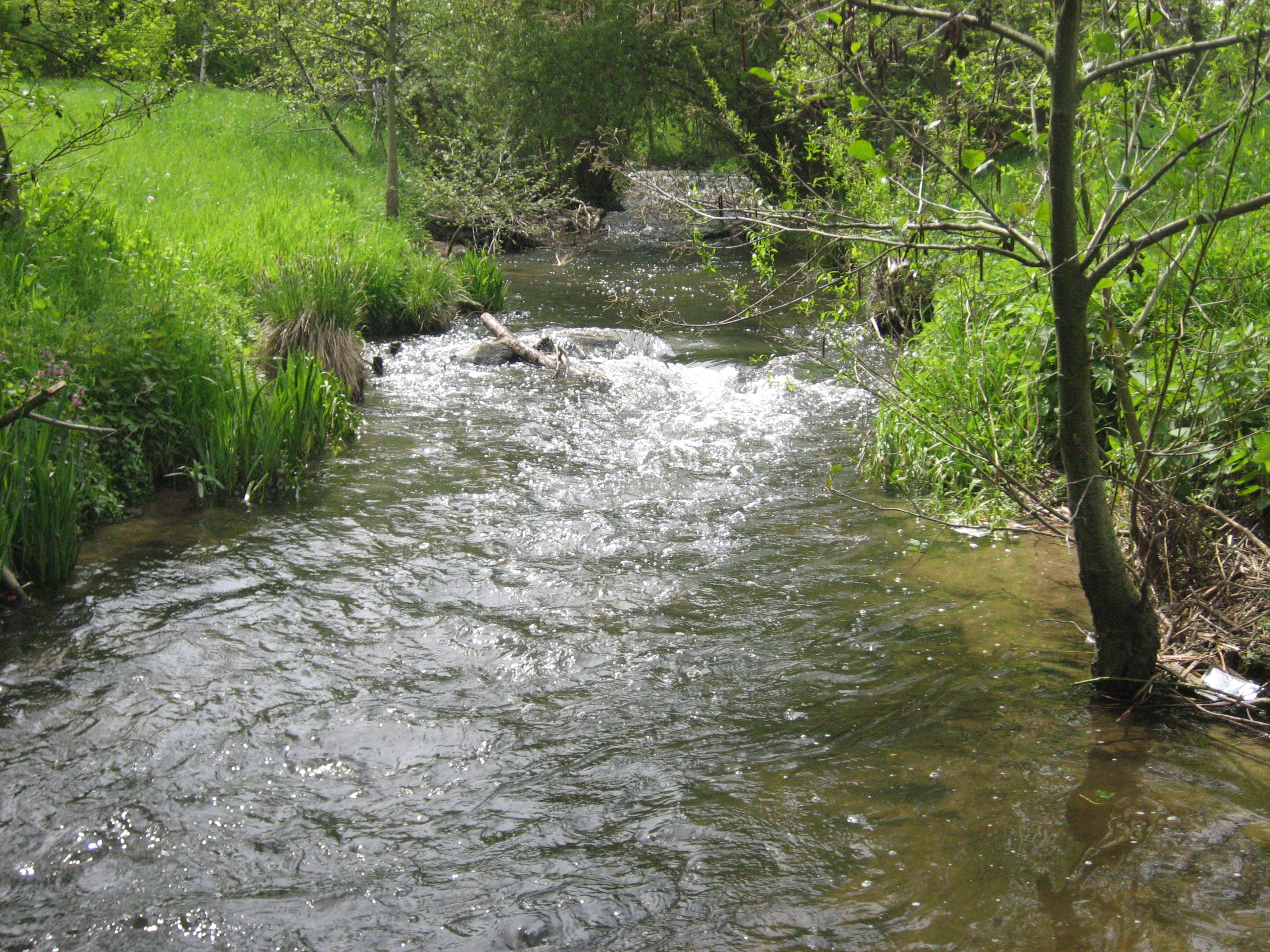
Der Urselbach

- Urselbach (Haidtränkbach[11]) (rechts), 16,0 km
  - Maßborn (links), 2,7 km
    - Dreiborn[9] (rechts)
    - Hermannsborn[9] (links), 1,0 km
    - Kauteborn[9] (links), 0,6 km

  - Hans-Wagner-Born (links), 1,6 km
    - Buchborn (links), 0,6 km

  - Schelbach (links), 1,5 km
  - Maasgrundbach (rechts), 1,9 km
  - Stierstädter Bach (Altbach[9]) (rechts) 3,3 km
    - Edelfluss[9] (links), 0,6 km

- Steinbach (rechts), 4,6 km
  - Wooggraben (links)
    - Ochsengraben

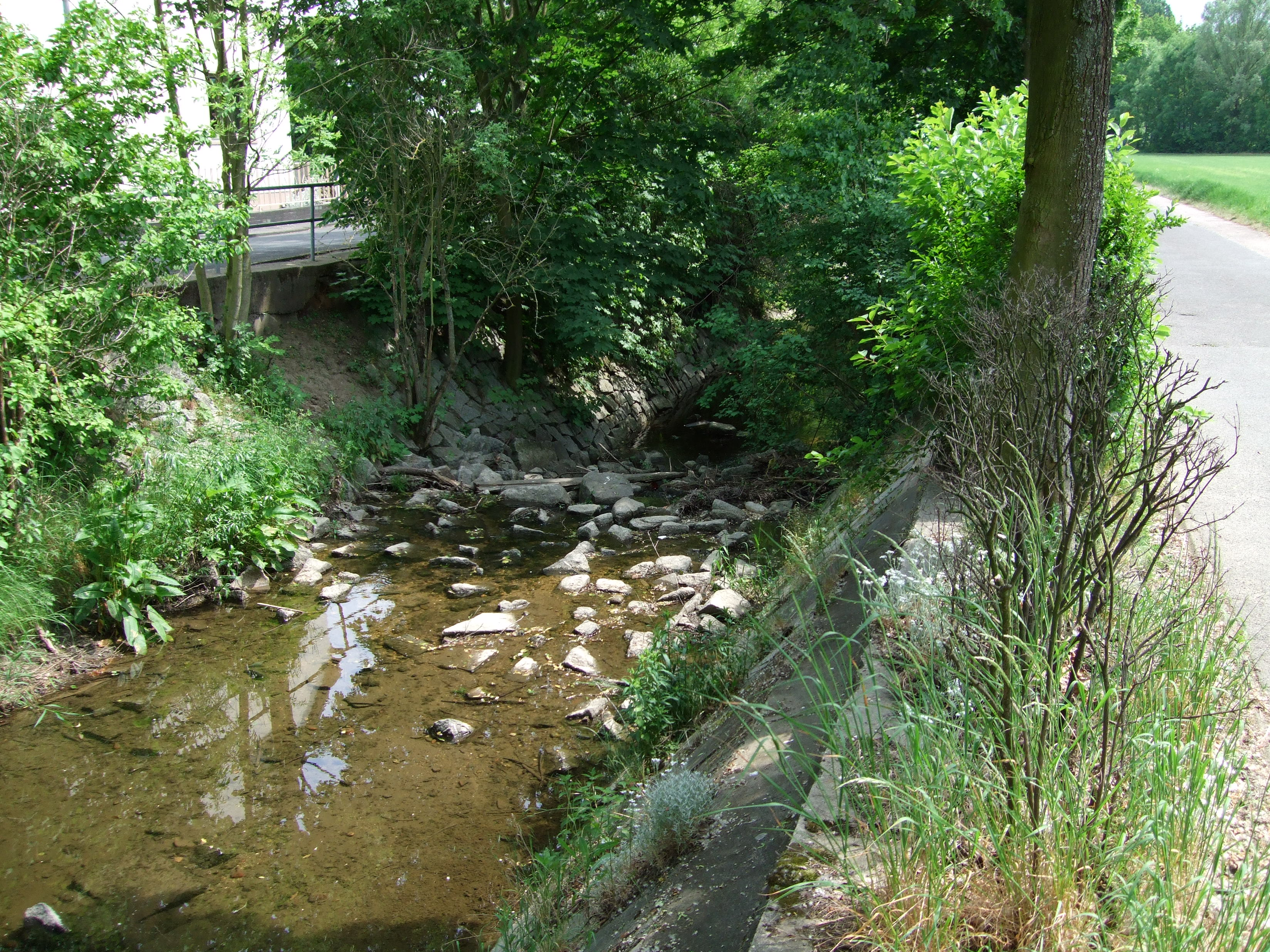
Der Westerbach

- Westerbach (rechts), 10,6 km (mit Schönberger Bach 12,4 km)
  - Winkelbach (rechter Quellbach) 2,6 km
  - Schönberger Bach (linker Quellbach) 1,8 km
  - Hohwiesenbach (Waldwiesenbach) (links) 3,4 km
    - Stuhlbergbach (links), 5,4 km
- Laufgraben (Dottenfeldgraben[10]) (rechts), 2,4 km

- Sulzbach (rechts), 12,0 km
  - Kahlbach (rechts) 0,9 km

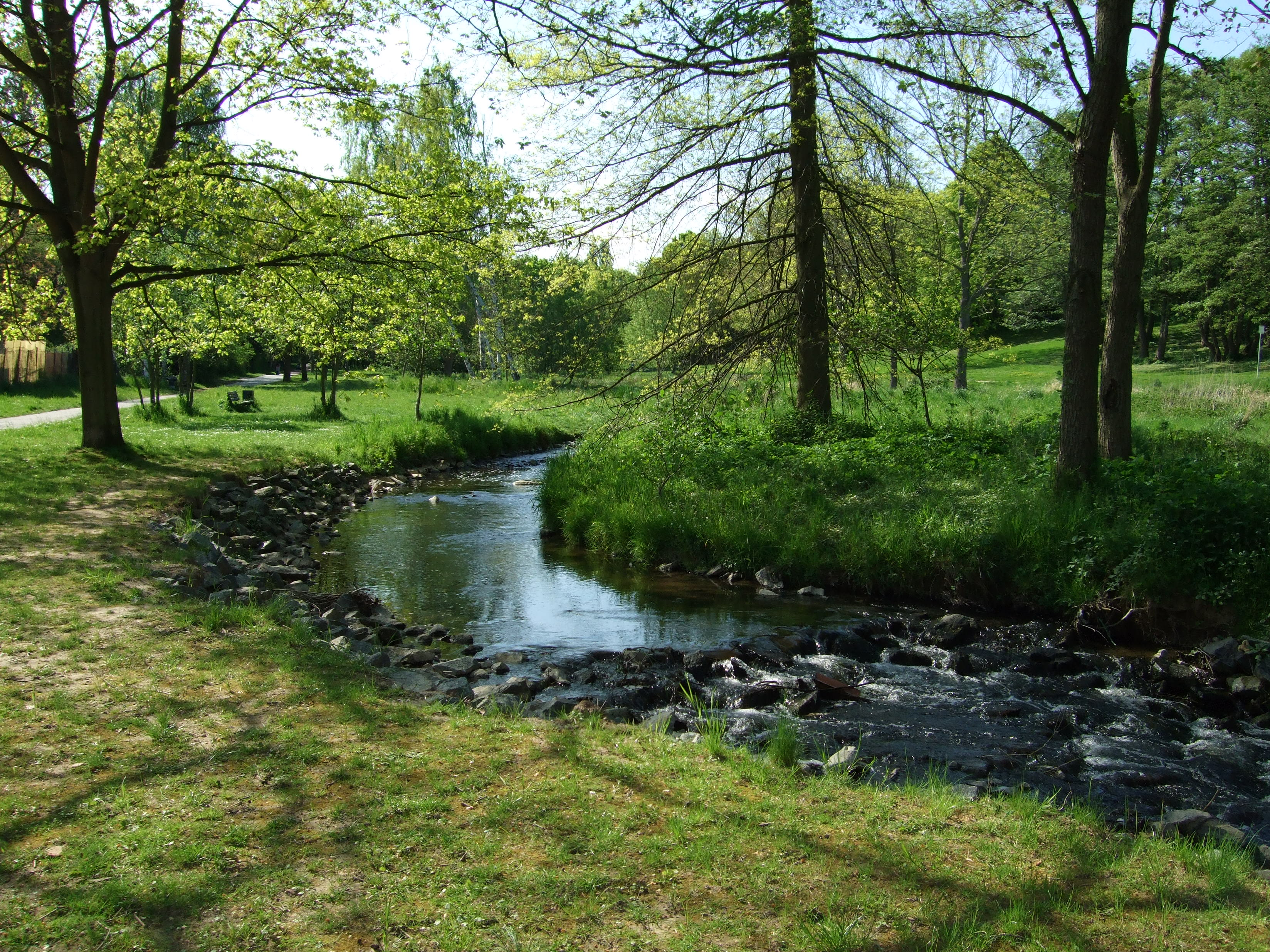
Der Sulzbach

  - Mailborn (rechts), 0,9 km, bei Bad Soden
  - Niederdorfsbach (Hauptgraben) (links) 2,0 km
  - Schwalbach (links) 7,20 km
    - Waldbach (rechter Quellbach), 5,1 km
    - Sauerbornsbach (linker Quellbach), 5,9 km (mit Badbach 7,2 km)
      - Badbach (rechter Quellbach), 1,3 km
      - Hollerbornbach (linker Quellbach), 1,6 km
      - Rentbach (links), 3,0 km
      - Grumnach (rechts), 2,0 km